# Síndrome FG
Síndrome FG (FGS; también conocido como síndrome Opitz-Kaveggia) es un síndrome genético raro vinculado al cromosoma X y causante de anomalías físicas y retrasos en el desarrollo. Fue notificado por primera vez por Opitz y Kaveggia en 1974. Entre sus características clínicas principales se incluye retraso mental, conducta hiperactiva, estreñimiento grave, hipotonía (disminución del tono muscular) y una apariencia facial característica.

## Características
Entre las características clínicas principales del síndrome FG se incluyen el retraso mental, normalmente severo; comportamiento hiperactivo, a menudo con una personalidad extrovertida; estreñimiento severo, con o sin anomalías estructurales en el ano como la atresia anal; macrocefalia; hipotonía severa; y una apariencia facial característica debido a la hipotonía, es decir, cabeza caída, expresión con la "boca abierta", labio superior delgado y labio inferior de gran tamaño. Alrededor de un tercio de los casos muere en la infancia, generalmente debido a una infección respiratoria; después de la infancia la muerte prematura es común.

## Historia

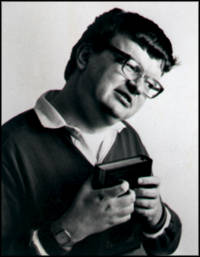
Kim Peek (1951–2009) probablemente padecía el síndrome FG.

El nombre del síndrome proviene de las iniciales de los apellidos de dos hermanas, que tuvieron cinco hijos con el síndrome. El primer estudio del síndrome, publicado en 1974, estableció que estaba vinculada a la herencia del cromosoma X.
Un estudio de 2008 concluyó que Kim Peek, persona en la que está inspirada el personaje interpretado por Dustin Hoffman en la película Rain Man, probablemente padecía el síndrome de FG.

## Genética
La mayoría de las mutaciones que causan el síndrome de FG se encuentran en el gen MED12. Sin embargo, también se han encontrado mutaciones en los genes FMR1 , FLNA , UPF3B , CASK , MECP2 y ATRX. Las mutaciones en estos genes dan lugar a los distintos tipos de síndrome de FG, todos con características similares. La mutación de tipo FGS8 es la más común y se encuentra en el gen MED12 .
Los tipos y genes afectados son:
| Tipos | OMIM        | Gen   | Locus        |
| ----- | ----------- | ----- | ------------ |
| FGS1  | OMIM 305450 | MED12 | Xq13         |
| FGS2  | OMIM 300321 | FLNA  | Xq28         |
| FGS3  | OMIM 300406 | FGS3  | Xp22.3       |
| FGS4  | OMIM 300422 | CASK  | Xp11.4-p11.3 |
| FGS5  | OMIM 300581 | FGS5  | Xq22.3       |